# União de Núcleos de Educação Popular para Negras, Negros e Classe Trabalhadora
UNEafro Brasil  - União de Núcleos de Educação Popular para Negras, Negros e Classe Trabalhadora) -, mais conhecida como Uneafro,  é um movimento social e uma rede de cursos pré-vestibulares comunitários, com atuação, desde 2008, em regiões periféricas dos estados de São Paulo, Rio de Janeiro e outros. Atualmente conta com mais de 30 núcleos.
Participa de importantes articulações nacionais, como a Coalizão Negra por Direitos, sendo uma das organizadoras das manifestações contra o governo Bolsonaro, em 2021.
Em 2020 foi uma das coautoras do manifesto "Enquanto Houver Racismo Não Haverá Democracia", denunciando racismo estrutural, o genocídio do povo negro no Brasil e os limites da democracia em um país racista.
Sua atuação é marcada pela inclusão de jovens negras, negros e periféricos no ensino superior. A rede de cursinhos é totalmente gratuita e as professoras e professores voluntários.
Para além das salas de aula, a UNEafro tem forte atuação e incidência políticas, formulando importantes projetos na área dos direitos humanos, meio ambiente, combate ao racismo estrutural, contra a violência policial e o genocídio negro.
Em 2020, Elaine do Quilombo Periférico, uma coordenadora da UNEafro, foi eleita vereadora de São Paulo.